# Klokotnița, Haskovo
Klokotnița (în bulgară Клокотница) este un sat în comuna Haskovo, regiunea Haskovo,  Bulgaria. 

## Istorie
Ioan Asan al II-lea l-a învins pe Teodor Comnen Dukas la Klokotnița (pe râul Marița) la 9 martie 1230. După bătălie, Țaratul Vlaho-Bulgar a devenit prima putere politică din Balcani.

## Demografie
Componența etnică a satului Klokotnița
     Turci (6,77%)
     Bulgari (84,11%)
     Nicio identificare (8,47%)
     Altele (0,63%)
La recensământul din 2011, populația satului Klokotnița era de 472 locuitori. Din punct de vedere etnic, majoritatea locuitorilor (84,11%) erau bulgari, cu o minoritate de turci (6,77%). Pentru 8,47% din locuitori nu este cunoscută apartenența etnică.